# سينكو دي مايو
سينكو دي مايو (بالإسبانية: Cinco de Mayo)‏ ومعناه: "الخامس من أيار (مايو)؛ هو يوم العطلة الإقليمية في المكسيك، ويحتفل به في المقام الأول في ولاية بويبلا، مع بعض اعتراف محدود في أجزاء أخرى من المكسيك. العطلة بمناسبة ذكرى انتصار الجيش المكسيكي (غير الكامل) على القوات الفرنسية في مَعْرَكة بِويَبلا يوم 5 مايو 1862، تحت قيادة الجنرال المكسيكي اجناسيو ساراجوزا 
ويعتبرالخامس من مايو هو تاريخ إحياء ذكرى «مَعْرَكة بِويَبلا» والتي تتميز بأنها المرة الأولى التي استطاع فيها جيش المكسيك بهزيمة قوة أجنبية مجهزة جيداً بالعدة والعتاد، والتي كانت في هذه الفترة تتمثل في الجيش الفرنسي. وقد قامت المعركة في مدينة «بويبلا دى ساراجوزا» في الخامس من مايو عام 1862 بين جيشي كلاً من فرنسا والمكسيك.

## السياق التاريخي
في عام 1862 عانت البلاد من الإفلاس، بسبب الحروب والصراعات الدائمة والتي استمرت على مدى نصف قرن، والتي بسببها أيضاً لم تستطع تكوين جبهة لمواجهة أي من الأمور العاجلة، ولذلك قام الرئيس «بنيتو دى خواريس» في السابع عشر من يوليو عام1861 بإصدار قرار بإطالة المدة لسنتين لدفع الديون الخارجية للبلاد الأوروبية. وفي أكتوبر من نفس العام قامت كلاً من فرنسا وإنجلترا وإسبانيا بعقد «مؤتمر/ إتفاقية لندن»
وقد وافقت تلك الدول على إرسال جيوشها إلى المكسيك للمطالبة بديونهم المستحقة والتي قد بلغت حوالي 80 مليون بيسو، وكان نصيب إنجلترا ما يقرب من 69 مليونا وتسعة ملايين لإسبانيا ومليونين لفرنسا، وقد رفضت كل تلك الدول التفاوض عن طريق الطرق الدبلوماسية والتفاهم حول دفع تلك الديون لاحقاً، ولذلك قرر «نابوليون الثالث» حاكم فرنسا بغزو المكسيك لتأسيس نظام ملكي لصالح أوروبا، طامحاً لمستقبل يمدّ فيه سيطرته الإمبريالية إلى الولايات المتحدة الأمريكية، ولهذا الغرض كان لزاماَ عليه حلّ الحكومة المكسيكية والتي كانت قد تكونت من قِبل الرئيس «بنيتو خواريث» في أبريل عام 1862، رست السفن الفرنسية في ميناء «فيراكروث» ثم باشروا الهجوم نحو منتصف الجمهورية، بعد العديد من الهجمات في الخامس من مايو من نفس العام أقيمت معركة على تلّ «لوريتو» والذي على قمته كانت توجد فرقة مجهزة بقوة للدفاع عن مدينة «بويبلا»، وكان الجنيرال «إجناسيو ساراجوزا» هو بطل المعركة قائدً لحوالي ألفي جندي وألفين وسبعمائة قروىّ مسلحين بالسواطير ووقذائف رماح تدعى «تشيناكاس» وهي مصنوعة من الخشب وذات سنّ معدني، بينما أستخدمت القوات الفرنسية المسدسات والبنادق الخفيفة والمدافع والحِراب ذات السنّ المعدني.
كان التقرير الذي أرسله الجنيرال «ساراجوزا» إلى الرئيس «بنيتوخواريث» عن إخضاع قوات العدو، واضحاً ومقتضباً وكان نصّه كالتالي «لقد كلل المجد القوات الوطنية، أما القوات الفرنسية قد تم تدبر أمرها بكل حزم في المعركة، وقائدهم بكل شموخ وغرور» لم يدم الانتصار الأول للمكسيك طويلاً، فبعد عام قامت خمسة وثلاثون ألف قوة فرنسية بهزيمة جيش المكسيك، وبهذه الطريقة استطاعت فرنسا السيطرة على العاصمة وتم تنصيب النمساوى«ماكسميليانو» وزوجته «كارلوتا»، كإمبراطور وإمبراطورة للمكسيك
لم يحتفظ الإمبراطور بإمبراطوريته لوقت طويل، فقد استمر انتصار فرنسا لمدة ثلاث سنوات فقط، ففي عام 1867 وبسبب مواقف الصراع بين أوروبا والضغط من الولايات المتحدة، أصدر الإمبراطور «نابليون الثالث» بسحب الدعم العسكري والمالي عن «ماكسيميليانو»، وفي نفس الوقت حصل الجمهوريين المكسيكيين على دعم مالي ودبلوماسي من الولايات المتحدة لإقصاءهذه الدولة من «حرب الخلافة»، وبالتالي بدأت تلك الإمبراطورية الواهنة من فقد قاعدتها الشعبية الهشّة. وبحلول عام 1866 حاز الجمهوريين على مناصب هامة حتى بدأت تتلاشى مناطق ثأثير الإمبراطورية في «بويبلا» و «فيراكروث»
وفي الثاني من أبريل من عام 1867، قامت قوّات عسكرية يترأسها «بورفيريو ديّاث» الموالي للرئيس «خواريث» بأخذ مدينة «بويبلا» والتي قُضى فيها على الإمبراطورية عسكرياً، وتم حصار الإمبراطور «ماكسميليانو» في مدينة «كيريتارو» وتم سجنه وإعدامه في نفس المدينة أيضاً.

## الاحتفال في بلدان أخرى

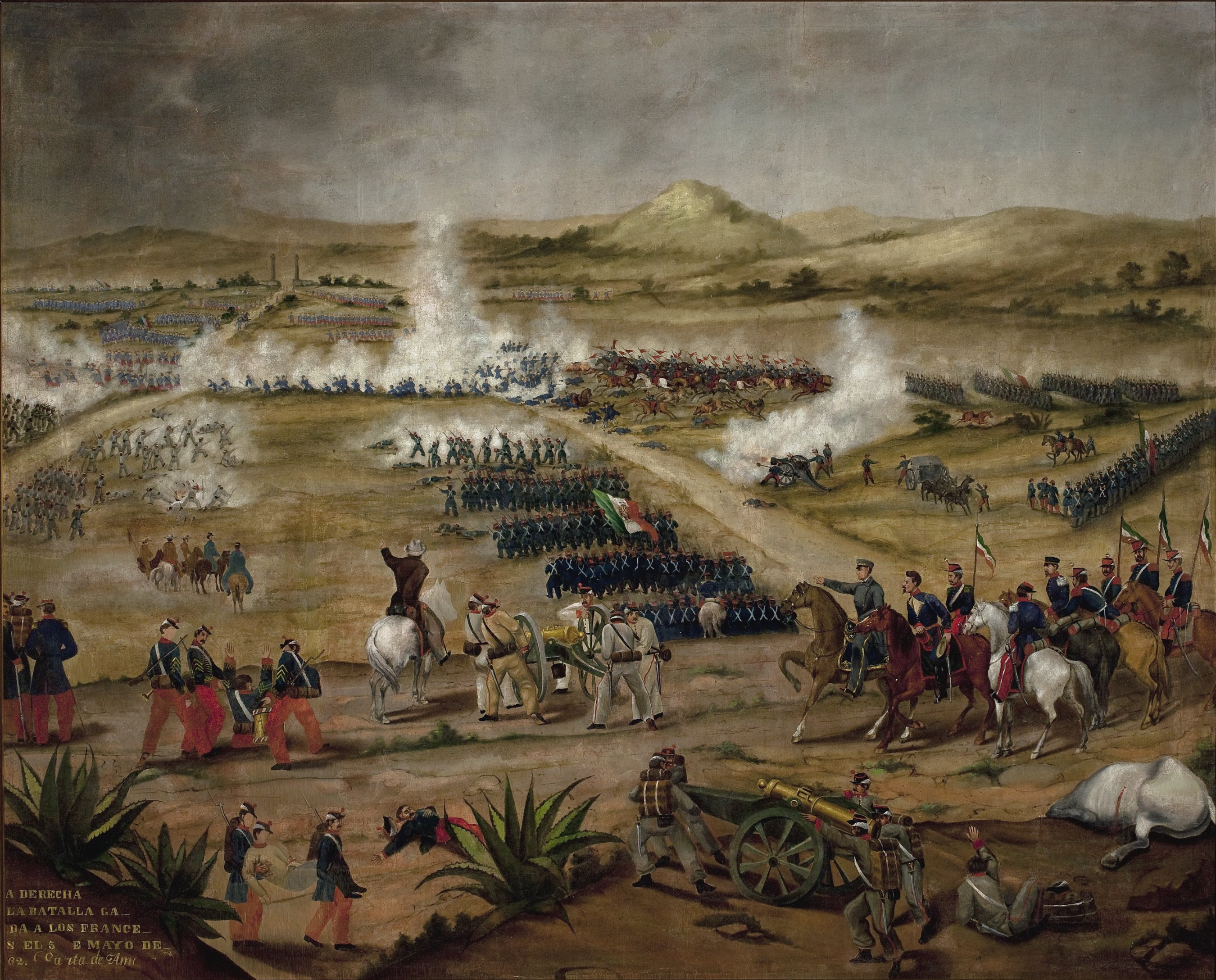
لوحة معاصرة لمعركة بويبلا، التي دارت رحاها في المكسيك في 5 مايو 1862 (والتي نشأت منها احتفالات سينكو دي مايو) بين قوات الإمبراطورية الفرنسية والجمهورية المكسيكية.

يعتبر الاحتفال السنوي «لمَعْرَكة بِويَبلا» في المكسيك ذو معنى وأهمية، ومع ذلك يتم الاحتفال بال «سينكو دى مايو» من قِبلْ الميكسيكيين المقيمين في الولايات المتحدة الأمريكية والذي يعتبروه (يوم الفخر اللاتينى)، مكتسباً أهمية كبرى للمعنى التاريخي لذلك اليوم.
وتعتبر التفسيرات التي تصف لماذا يتميّز هذا التاريخ بشعبية كبيرة في الولايات المتحدة الأمريكية، لا تعد والتي يعتبر مصدرها فهم بعض المؤرخين الذين رأوْ أن الانتصار لل «سينكو دى مايو» يُعتبر من العوامل التي ساعدت على هزم القوات الفيدرالية ضد الولايات الإستعبادية في الجنوب في الحرب الأهلية الأمريكية، حتى أن فكرة الهزيمة التي أخضعت الاحتلال الفرنسي للمكسيك وتجنبت أن «نابوليون الثالث» كان بإمكانه مساعدة قوات الاتحاد في فترة كانت بمثابة المفتاح للحرب الأهلية. مما يؤكد مدى تأثير الانتصار المكسيكي في «مَعْرَكة بِويَبلا» عام 1862 ثم بعد ذلك الموقع في تلك المدينة والذي في عام 1863 كان لديه صدى على نطاق واسع امتد إلى معركة «غيتسبورج» في يوليو عام 1863 حيث قام نصر قوّات الفيدرالية بوضع النهاية للإتحاد. في العديد من المدن الأمريكية، تقام احتفلات مختلفة حيث يجتمع ممثلي القنصليات وفرق «المارياتشى» الغنائية وفرق موسيقية مكسيكية ومطاعم وأعمال فنيّة والمهاجرين القاطنين هُناك
ويقام أهم الاحتفالات في «بلاسيتا دى أولفيرا» في مدينة «لوس أنجيلوس»، «كاليفورنيا» ويوجد في هذه المدينة بالتحديد (اتحاد سكّان الخارج) حيث يقوم بتنظيم احتفالات وطنية وثقافية.
في الثالث من مايو يوم الجمعة عام 2013 وفي الاحتفال في «بلاسيتا دى أولفيرا» تم التعريف بالكاتب «ديفيد هاييس باوتيستا» الاستاذ بجامعة UCLA والذي أصدر كتابه ‘Cinco de Mayo: An American Tradition' وجهوده في البحث والتحقيق في السياق التاريخي لل «سينكو دى مايو» وبالتوافق مع اطروحة الاستاذ «هاييس»
يعتبر «سينكو دى مايو» احتفالاَ قد صنعه اللّاتين المقيمين في ولاية «كاليفورنيا» في منتصف القرن التاسع عشر مع مدلول قد تغّير مع الوقت وفي عام 1930 أصبح ذكرى تاريخية ثم تحوّل في الأربعينيات إلى تعبير عن الوطنية ثم بعد ذلك أصبح قاعدة تعبر عن ميلاد قوة «الشيكانو» أو مكسيكيّ الشمال في الستينيات. ولكن ليس فقط يُقام إحياء ذكرى معركة «بويبلا» في الحدود بين المكسيك والولايات المتحدة الأمريكية، بل أيضاً تقام احتفالات «السينكو دى مايو» في «نيويورك» في «سنترال بارك» ويتم الاحتفاء بالطلبة المكسيكيين على نطاق أوسع، ويقام عقب الاحتفالات مسابقات في العديد من المدن للعثور على سيدات مكسيكيات تتنافسن على لقب (ملكة جمال سينكو دى مايو) ناشراً البهجة بين المجتمع المكسيكي المقيم في الولايات المتحدة كما تقام أيضاً مسابقات للفتيات دون سن الرابعة لنيل لقب (أميرة سينكو دى مايو الصغيرة). في مدن أخرى للولايات المتحدة مثل «شيكاغو» و«فينكس» و «واشنطن» تجتمع الجاليات المكسيكية كرمز للوحدة والهوية، ويمتد تأثير تلك الاحتفالات إلى المجتمع المكسيكي والأمريكي، ووفقاً للأستاذ «ديفيد هاييس» يرتبط ذلك بأن الحرب الأهلية والتدخل الفرنسي قامتا في نفس الوقت وكانتا أيضاً متماثلتين في المبادئ الديموقراطية والمناهضة للعنصرية، ففي عام 1860 في الحرب الأهلية الأمريكية تم توزيع العديد من المكسيكيين في ما يقرب من مائة موقع في «كاليفورنيا» مكوّنين تجمعات وطنية تحتفل بالسينكو دى مايو وتدعم المكسيكيين والقوات المناهضة للعبودية، وبجانب الصراعات والعلاقات العتيقة بين الحربيْن في شمال-شرق المكسيك وكاليفورنيا تُقام احتفالات ثقافية للتذكير بأسباب تلك المعارك، ومع مرور الوقت تحوّل ال «سينكو دى مايو» إلى يوم فخر عرقي واحتفال ثقافي يُحتفى به في الولايات المتحدة الأمريكية، ويمكن أيضاً للأشخاص الغير مكسيكيين الاحتفال به في الولايات المتحدة الأمريكية أو في أي دولة مهتمة بالجوانب النمطيّة للثقافة المكسيكية، على سبيل المثال: دُمىَ «البينياتا» على هيئة حِمار.